# Биржевая паника
Биржевая паника — период биржевого кризиса, во время которого происходят наиболее сильные падения курсов акций. К биржевой панике может привести биржевой ажиотаж.

## История
В 1873 же году обанкротился крупный холдинг Jay Cooke&Company. Компания решила инвестировать средства в развитие железных дорог. Jay Cooke&Company занялась строительством Северо-Тихоокеанской железной дороги. Компания стала дистрибьютором ее облигаций, а сам основатель компании Джей Кук был владельцем 75 % акций. Но продажа облигаций шла не очень успешно. Когда инвесторы поняли, что Jay Cooke&Company сделали вложения в Северо-Тихоокеанскую железную дорогу, то стали забирать оттуда свои вклады. Компания была вынуждена объявить о банкротстве, а Нью-Йоркская фондовая биржа была вынуждена закрыться на 10 дней из-за сильного обвала котировок. Это было сделано для того, чтобы остановить панику.
Еще одна биржевая паника была в США в 1884 году.
В конце 1893 года биржевая спекуляция стала развиваться на Петербургской бирже. Курсы бумаг сделали резкий скачок вверх. Цены на бумаги, которые котировались на бирже, быстро поднимались. Люди получали высокие дивиденды, и это привлекало еще больше желающих к игре на бирже. Причем большинство из них не были профессионалами. Люди становились акционерами предприятий, о которых ничего не знали, игра на бирже вызывала интерес у людей разных сословий и разного рода деятельности. Более состоятельные акционеры собирались в первоклассных банках, остальные — в банкирских конторах и в меняльных лавках. Август 1895 года стал пиком спекуляций на Санкт-Петербургской бирже.
Повышение цен происходило постепенно, начиная с 1894 года, увеличивалось, и продолжалось до середины 1895 года. В августе увеличение достигло пика, а затем началось обратное движение. Курсы акций стали понижаться, некоторые падали на 10-100 % и больше. 23 сентября и 4 октября называют началом биржевого краха на Санкт-Петербургской бирже. Незадолго до этого в Париже вначале брянские акции упали в цене, а затем стали падать и другие русские акции. Это отразилось на биржах Москвы и Санкт-Петербурга. Стали понижаться акции частных коммерческих банков. Среди тех, кто занимался спекуляцией, началась паника. Ценности, которые были заложены в банки под ссуды, начали обесцениваться, и банки потребовали дополнительных взносов по тем ссудам, которые были выданы под залог ценных бумаг по онкольным счетам. Началась паника, но она была недолгой.
В 1910 году была еще одна биржевая паника в Соединенных Штатах Америки.
К первой мировой войне в Российской империи функционировало около 100 официальных бирж. После того, как Австро-Венгрия объявила ультиматум Сербии 11 июля 1914 года, начался общеевропейский кризис и на мировых биржах мгновенно началась паника, в том числе и в Российской империи. 19 июля 1914 года было вынесено постановление о закрытии Фондовой биржи до особого распоряжения, а все реализации по срочным сделкам были отложены. Когда закрылась столичная Фондовая биржа, это ощутили биржи в других городах. Они получали из Петербурга официальную котировку, а без нее не могли давать реальную стоимость преимущественной части ценных бумаг. Биржевой бюллетень перестал выходить с 16 июля. В тот же день биржи Харькова, Одессы и Риги перестали проводить операции с ценными бумагами, так же поступили в Варшаве 17 июля. Незадолго до начала войны закрылись фондовые рынки в Берлине, Париже, Нью-Йорке и Лондоне. Закрытие бирж происходило из-за падения курса всех ценных бумаг, и чтобы предотвратить это, их закрывали. Покупать бумаги можно было очень большими партиями, по очень низким ценам, но покупателей не было.
На биржевой крах 1929 года в Нью-Йорке во многом повлиял психологический фактор. Когда появились слухи о банковских и биржевых крахах, акционеры поспешили сбросить акции, пока они полностью не обесценились. Вкладчики поспешили начать снимать наличные деньги со своих банковских счетов. Люди еще ночью занимали очередь в банк и могли простоять так много часов, что усиливало нервозность. Результатом паники, поднявшейся в обществе, стал перегруз телеграфной связи и телефонных линий. Новости приходили с ощутимым опозданием. Плохие новости с биржи Нью-Йорка приводили к падению котировок на фондовых биржах других стран.
24 октября 1929 года — день, вошедший в историю фондовой биржи как «Черный четверг». Через час после открытии сессии на Нью-Йоркской фондовой бирже начали падать курсы. К 12 часам дня продажа акций приобрела характер биржевой паники. Люди пытались продать акции по любой цене, но это не всегда получалось. Паника привела к нестабильной ситуации и на других биржах, и некоторые из тех, что располагались в провинции, стали закрываться. Панику удалось остановить тогда, когда 5 крупных банков Нью-Йорка приобрели акции на значительную сумму.
Президент США Герберт Гувер и некоторые экономисты сделали заявления, которые должны были способствовать успокоению общественности. Но 29 октября 1929 года случился еще более сильный обвал, который опять спровоцировал очень сильную панику. В «Черный вторник» на Нью-Йоркской бирже продали 16,4 миллиона акций.